# Нортумбрійський університет
Нортумбрійський університет (англ. Northumbria University) — один із двох університетів Ньюкасл-апон-Тайн.
Нині в університеті записано близько 29 850 студентів.
Нортумбрійський університет створений на основі трьох регіональних коледжі: Rutherford College of Technology, College of Art & Industrial Design і Municipal College of Commerce, які були перетворені в Newcastle Polytechnic в 1969 році. Статус університету був отриманий в 1992 році.